# Петропавловский сельсовет (Курганская область)
Петропа́вловский сельсовет — муниципальное образование в Катайском районе Курганской области Российской Федерации.
Административный центр — село Петропавловское.

## История
В соответствии с Законом Курганской области от 6 июля 2004 года № 419 сельсовет наделён статусом сельского поселения.

## Население
| 1989 | 2002 | 2010 | 2012 | 2013 | 2014 | 2015 |
| ---- | ---- | ---- | ---- | ---- | ---- | ---- |
| 1008 | ↘751 | ↘554 | ↘552 | ↘532 | ↘517 | ↘500 |
| 2016 | 2017 | 2018 | 2019 | 2020 |      |      |
| ↘482 | →482 | ↘475 | ↘456 | ↘442 |      |      |

## Состав сельского поселения
| № | Населённый пункт | Тип населённого пункта       | Население |
| - | ---------------- | ---------------------------- | --------- |
| 1 | Петропавловское  | село, административный центр | ↘442      |